# Eureka (Kalifornija)
Eureka je grad u američkoj saveznoj državi Kalifornija. Prema popisu stanovništva iz 2010. u njemu je živjelo 27,191 stanovnika.